# Любен Гоцев
Любен Стоянов Гоцев е политик от Българската комунистическа партия (БКП) и наследилата я Българска социалистическа партия (БСП) и генерал от Държавна сигурност.
Той е външен министър във второто правителство на Андрей Луканов през септември – декември 1990 г. Първи заместник-министър на вътрешните работи (1989 – 1990), заместник-министър на външните работи (1982 – 1989). Заместник-началник на Първо главно управление на Държавна сигурност (1974 – 1982).

## Биография
Любен Гоцев е роден на 3 март 1930 година в София в семейство на сарач. Баща му става член на БКП след Деветосептемврийския преврат, а майка му е безпартийна.
Става член на Работническия младежки съюз непосредствено след 9 септември 1944 г. като ученик в 7-а мъжка гимназия „Черноризец Храбър“ в София. През 1946 г. се прехвърля в Строителния техникум „Христо Ботев“, където завършва през 1948 г. След края на средното си образование постъпва на работа в „Дирекция на трамваите и осветлението“ като чертожник до средата на 1949 г. По това време е председател на ДСНМ в квартал „Модерно предградие“ и взема участие в бригадирското движение. През юли 1949 г. е изтеглен на работа в Районния комитет на ДСНМ – Димитровски район в София, където завежда отдел „Средношколска младеж“ до септември 1950 г., когато отива войник в Школата за запасни офицери (ШЗО). Произведен е в звание младши лейтенант още като войник, а след службата си в Българската народна армия (БНА) е изпратен в поделение на Вътрешни войски. През 1952 е приет за член на БКП. Уволнен по негово желание от Вътрешни войски през декември 1953, постъпва на работа в Димитровски районен комитет на БКП в София като технически секретар, а после като политически помощник на първия секретар на районния партиен комитет. След това е инструктор по училищата.
През 1955 г., по предложение на Димитровския районен комитет на БКП е изпратен да следва в СССР, в Московския държавен институт за международни отношения (МГИМО). Като студент е групов отговорник в партийната организация на българските студенти в Института, а 1956 – 1958 г. е член на партийното бюро. Въпреки 6-годишния образователен курс в МГИМО, по негова молба му е разрешено да завърши за 5 години. През 1959 г. е изпратен за два месеца на практика в българското посолство в Лондон. Завършва Института през 1960 г. със специалност „Международни отношения“ (Западни страни), след което за кратко постъпва в Министерството на външните работи. Подава молба да бъде назначен на работа в МВР и след съответното проучване през юни 1961 г. е назначен за щатен служител в Първо управление на ДС (разузнаването). През ноември 1961 г. е изпратен на едногодишна разузнавателна школа на КГБ в СССР, която завършва с отличие. В документа, издаден от КГБ за обучението на Гоцев, обаче се отбелязват някои слабости, които той е допуснал по време на практически контролни занятия. След завръщането си от школата в Съветския съюз работи като оперативен работник в Първо управление на ДС, отдел 03 „Западни страни“.
Работи по международните организации, Западна Европа, САЩ и Канада, дипломат е в Постоянното представителство в Организацията на обединените нации, Ню Йорк (1963 – 1968, 1971 – 1974). В периода 1974 – 1982 е заместник-началник на Първо главно управление (външното разузнаване) на Държавна сигурност. Заема постовете заместник-министър на външните работи (1982 – 1989) и първи заместник-министър на вътрешните работи (1989 – 1990).
Гоцев ръководи предизборния щаб на БСП от март до юни 1990 година, когато е избран за депутат в VII велико народно събрание и за председател на парламентарната Комисия по националната сигурност. През есента на 1990 година за кратко е министър на външните работи във второто правителство на Андрей Луканов. От февруари до декември 1991 г. е посланик в Нидерландия.
През 1992 година Любен Гоцев се оттегля от политическия живот, занимава се известно време (1993 – 1999) с частен бизнес. Той е сред основателите на Движението за единство и развитие (наричано „генералско движение“) в БСП през 1997 г. Според писателя Георги Стоев ген. Любен Гоцев е истинският кръстник на така наречената българска мафия.
Женен е. Има 2 дъщери, 2 внучки и 2 внуци.
Любен Гоцев умира на 7 октомври 2020 г. на 90-годишна възраст в дома си в София.

## Звания
- младши лейтенант от Вътрешни войски – 1950
- Лейтенант от ДС (16 юни 1961)
- Старши лейтенант от ДС (1963)
- Капитан от ДС
- Майор от ДС
- Подполковник от ДС (1974)
- Полковник от ДС (23 август 1976)
- Генерал-майор (30 януари 1990)